# アブラハム・ミグノン
アブラハム・ミグノン（Abraham Mignon、1640年6月21日‐1679年3月27日）は、ドイツの画家。

## 生涯
フランクフルトで生まれ、カルヴァン派教会で洗礼を受けた。商人であった彼の父は、9歳（7歳時ともある）のアブラハムをヴェッツラー の静物画家ヤコブ・マーレル（ヤーコブ・マレル）に弟子入りさせた。1664年師弟はオランダへ渡り、ユトレヒトのギルドに加わって静物画家ヤン・ダーフィッツゾーン・デ・ヘーム(Jan Davidszoon de Heem)の元で仕事に取り組んだ。アブラハムは、版画工マテウス・メーリアンの娘でありヤコブの義理の娘となったマリア・ジビーラ・メーリアンに絵を指導し、彼女の植物画家としての才能を開花させた。
信心深い親の影響を受け、彼もまた熱心な信者だった。1672年にはアムステルダムのヴァールゼ教会(Waalse Kerk)の副祭に就き、5年間その任に当たった。彼は1675年に画家コルネリス・ウィラールツの娘マリアと結婚したが、その4年後の1679年にユトレヒトで亡くなり、当地に埋葬された。

## 作品
ルイ14世やザクセン選帝侯の肖像画 も残しているが、アブラハムが得意としたのは花や果物などの静物画や、鳥を題材とした絵だった。彼が描く花は繊細な筆使いと入念な仕上げが特徴である。また、中心に赤または白いバラを描き、暗色の背景に浮かび上がるように花卉を配置する構図を得意ともしている。
アブラハムの絵画はドレスデンのギャラリーが最も多く15点、うち12点はサインがある作品を所蔵している。他には、6点がルーヴル美術館、4点がエルミタージュ美術館、他にはアムステルダム、デン・ハーグ、ロッテルダム、ブリュッセル、ミュンヘン、カールスルーエ、ブラウンシュヴァイク、カッセル、シュヴェリーン、コペンハーゲン、トリノ、ケルンなどの美術館に所蔵されている。

## ギャラリー

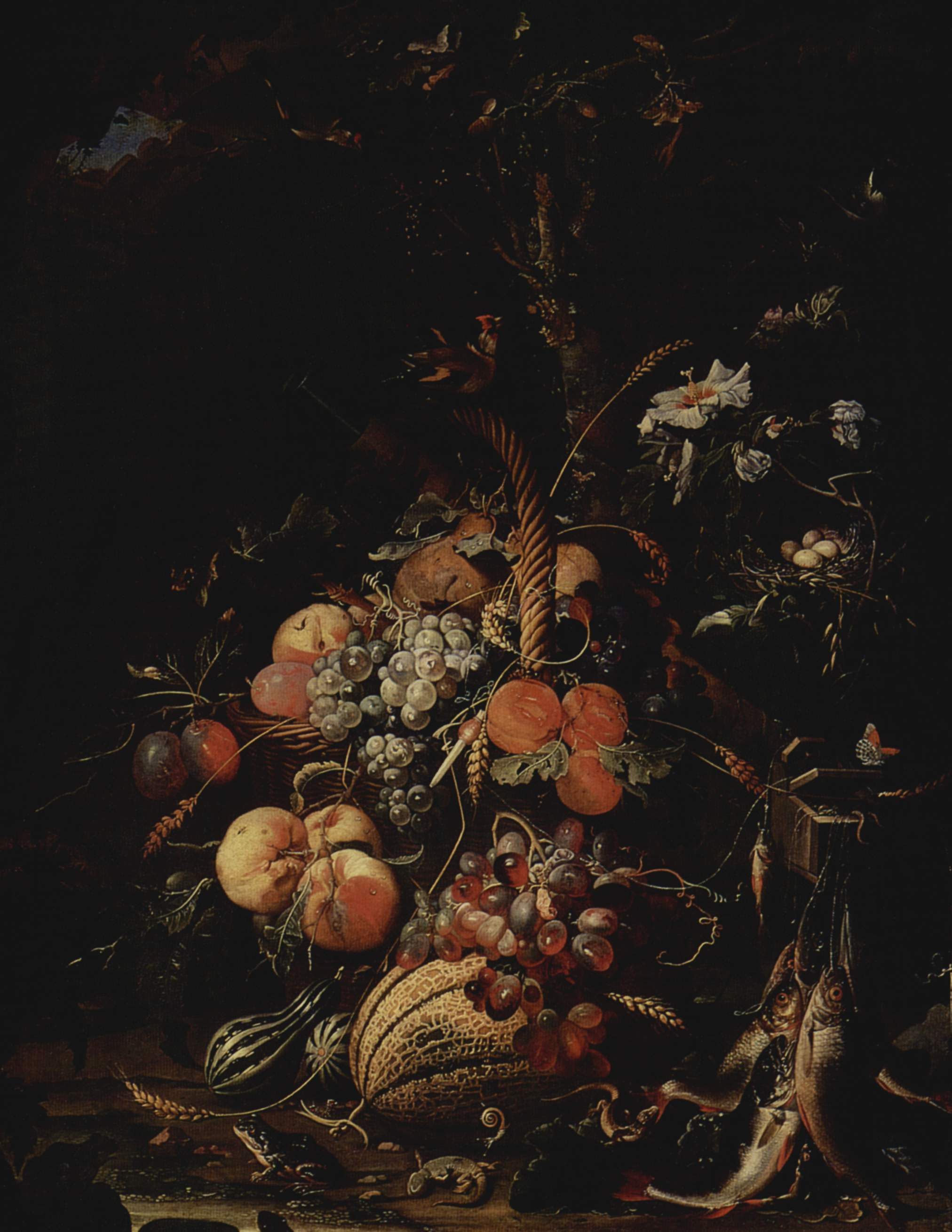
ガラスの花瓶の花
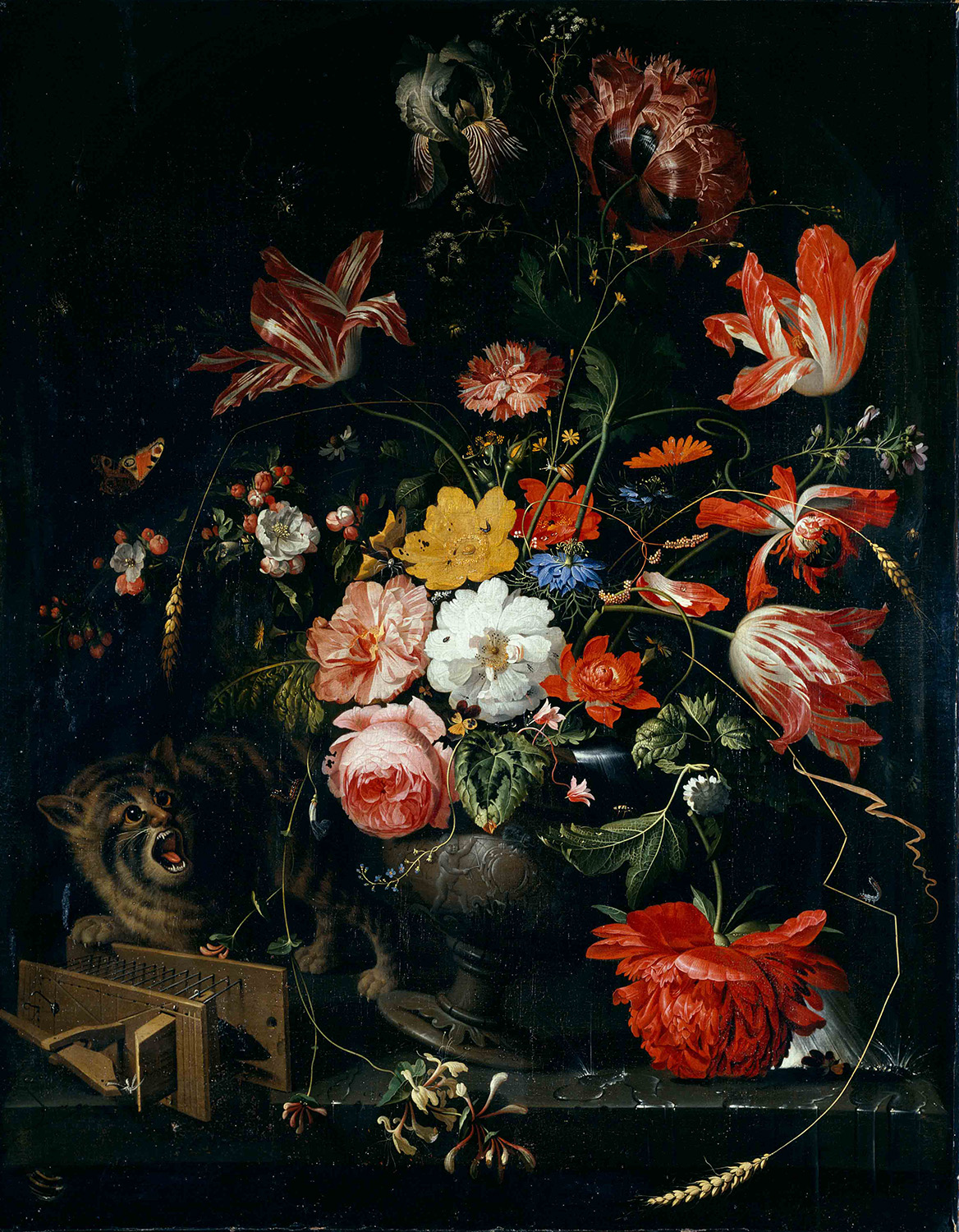
花瓶をひっくり返す猫
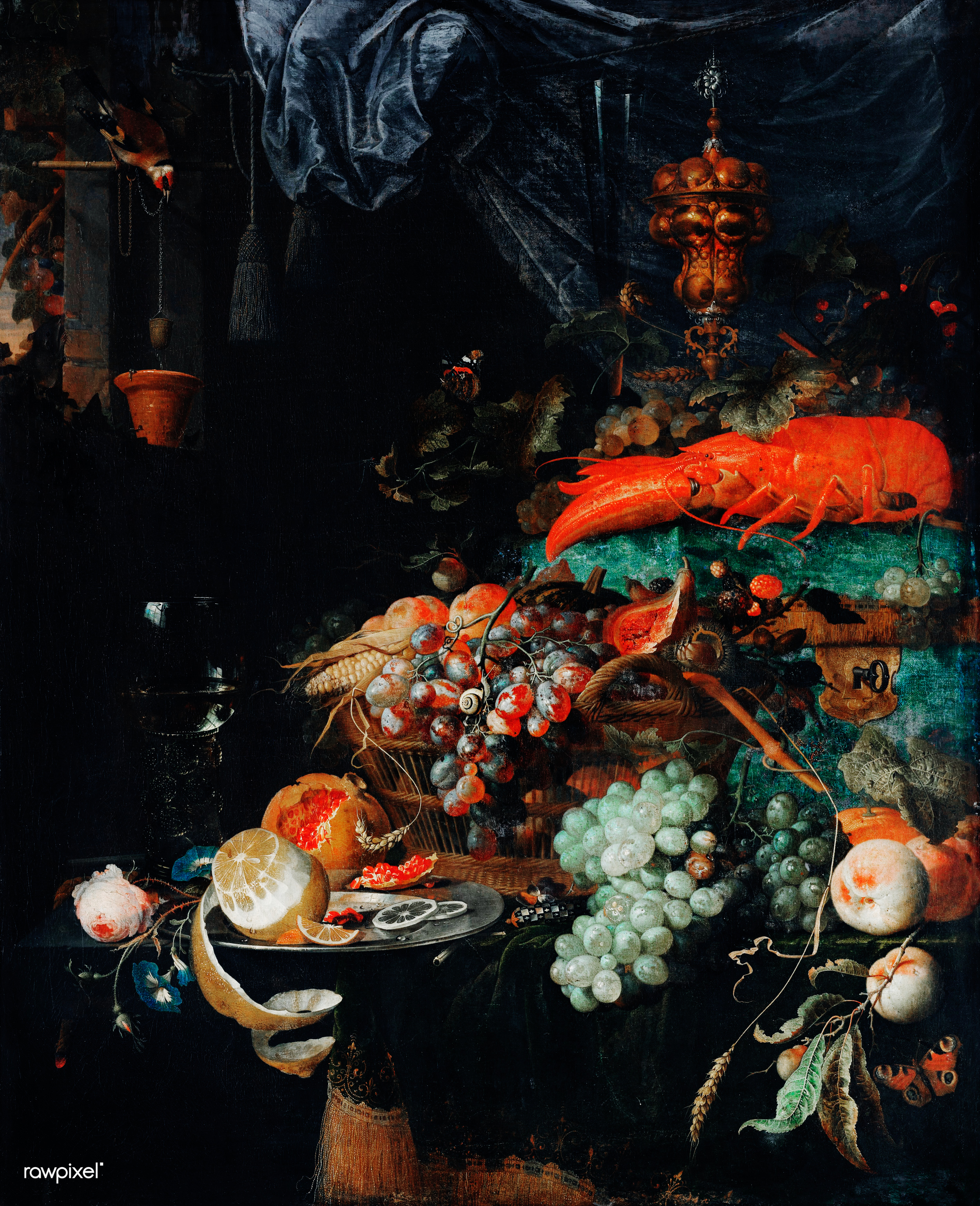
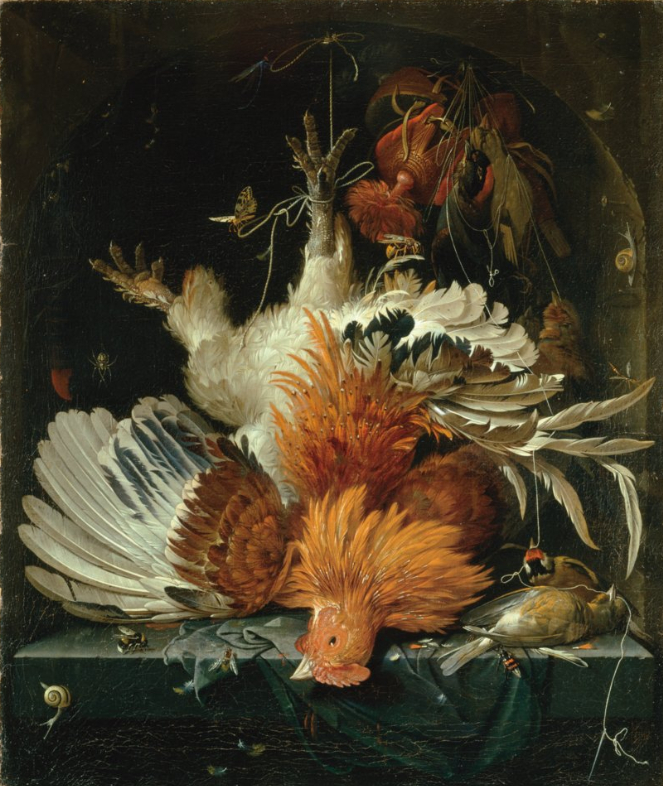
死んだ鶏のある静物画

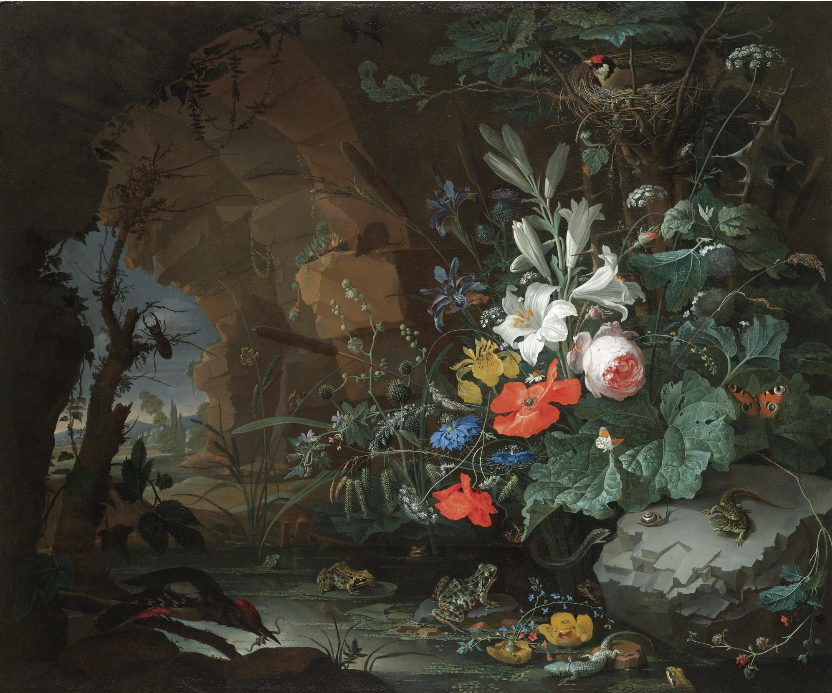
洞窟の中
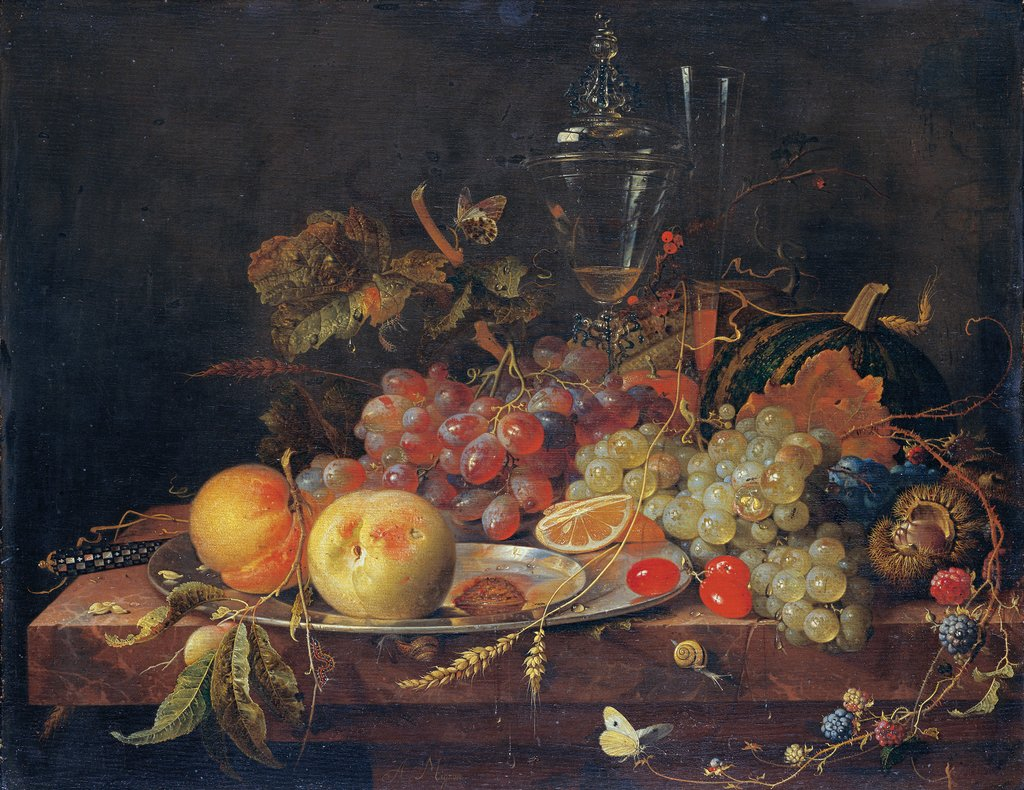
果物やワイングラスのある静物画
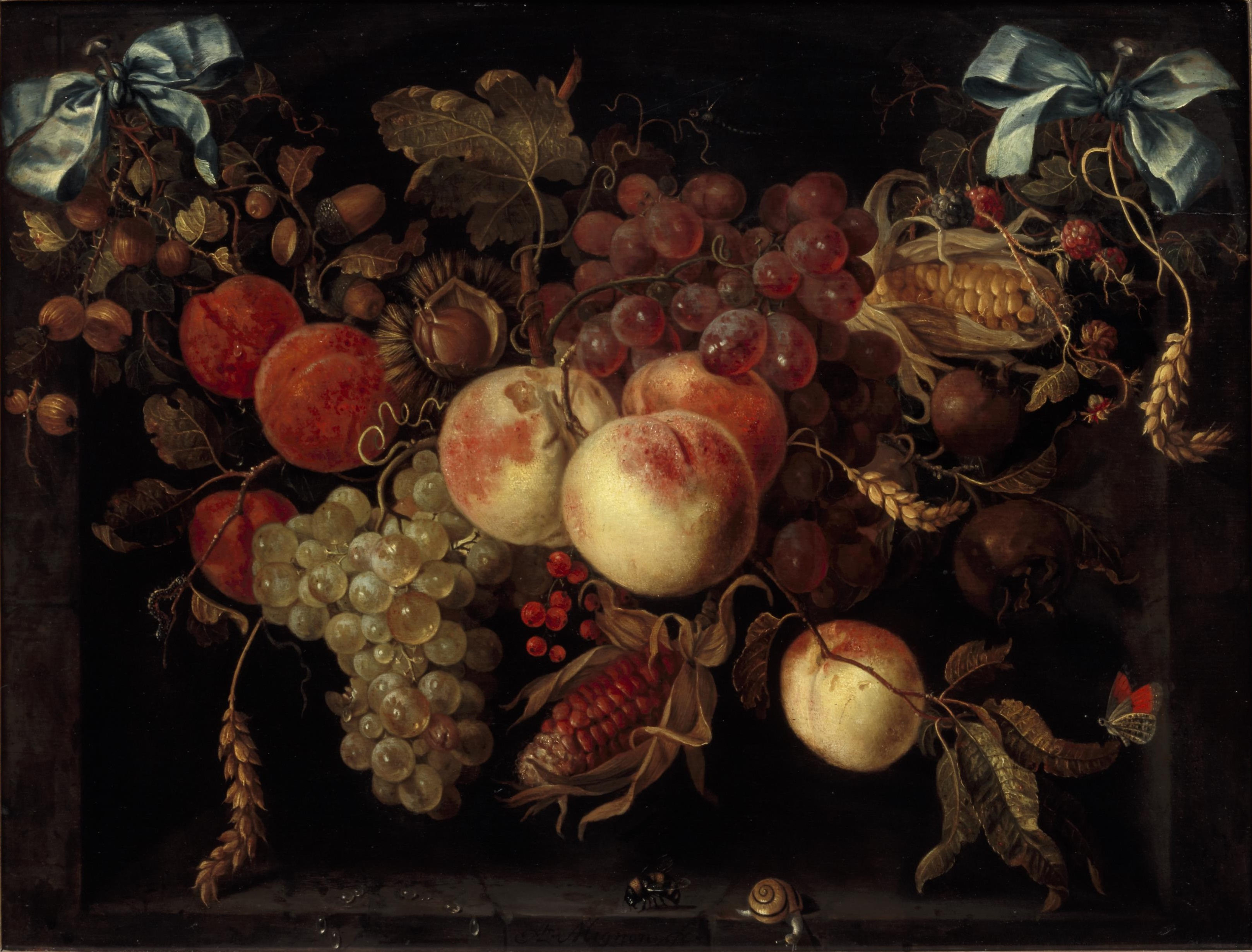
果物による装飾